# Bienvenu Kalunga Mawazo Ga Nghombe
Bienvenu Kalunga Mawazo Ga Nghombe, né le 26 février 1956 au Katanga à Ngombe Kasanga, est un professeur et homme politique de la République démocratique du Congo. 
En 2011, il est élu député national pour la circonscription de Nyunzu dans la province du Tanganyika.

## Biographie
Bienvenu Kalunga Mawazo est né le 26 février 1956 au Katanga à Ngombe Kasanga, dans l'actuelle province du Tanganyika. C'est le fils d'un chef coutumier  Hemba dans le Katanga. À la mort de son père, Kalunga Mawazo lui succède en 2000 et est intronisé chef coutumier dans le territoire de Nyunzu. En 2011, il cède ses pouvoirs à son frère Ngombe Mutundu qui règne depuis ce jour sur l'étendue du sultanat de Ngombe Kasanga.

### Professeur d'université
En 2004, il passe avec grande distinction sa thèse de doctorat à université de Lubumbashi (UNILU) en sociologie du développement (socio-économie).
Kalunga Mawazo devient ensuite professeur de cours de management, de sociologie politique, d'économie et développement à l'université de Lubumbashi (UNILU), l' université de Kalemie, l'université de Kolwezi, à l'institut supérieur de commerce de Lubumbashi (ISC), à l'institut supérieur d'études sociales de Lubumbashi (ISES), l'institut supérieur inter-diocésain Mulolwa (ISIM) et à l'université Chrétienne Cardinal Malula à Kinshasa.
Ensuite, il devient professeur de cours de management de 3e cycle de doctorat à l'université de Lubumbashi et à l'antenne francophone d'Afrique au Katanga de l'Université Calvary (Londres).
Il est par ailleurs doyen de la faculté provinciale du Centre Inter-disciplinaire pour le Développement et l'Éducation Permanente au Katanga (CIDEP) de 2006 à 2010.
Il est enfin doyen de la faculté des sciences sociales, politiques et administratives à l'Université chrétienne cardinal Malula à Kinshasa (UCCM).

### Député national
Au suffrage électoral du 28 novembre 2011, Kalunga Mawazo est élu député national pour la circonscription électorale de Nyunzu,. Il siège depuis à l'Assemblée nationale. Il est également élu président de la sous-commission de la protection civile à la commission Défense et Sécurité.
Kalunga Mawazo est également président de l'association des pygmées dans l'ONG Dynamique des peuples autochtones. Il interviendra à plusieurs reprises pour apaiser les tensions entre les balubas et les pygmées batwa dans la province du Tanganyika.